# پائولا وایشف
پائولا وایشف (انگلیسی: Paula Weishoff؛ زادهٔ may ۱, ۱۹۶۲ (۶۲ سال)) بازیکن والیبال، و بازیکن والیبال ساحلی اهل ایالات متحده آمریکا است.